# 艾伦·黑格
艾伦·杰伊·黑格（英語：Alan Jay Heeger，1936年1月22日—），美国物理学家、化学家，诺贝尔化学奖获得者。

## 生平
黑格出生于衣阿华州苏城。1957年在内布拉斯加大学林肯分校获得物理及数学学士学位。1961年在伯克利加州大学获得物理学博士学位。2000年，由于对导电聚合物的研究和艾伦·麦克迪尔米德、白川英树一起获得了诺贝尔化学奖。如今他是圣塔芭芭拉加利福尼亚大学的教授。